# Artaxa phaula
Artaxa phaula är en fjärilsart som beskrevs av Collenette 1932. Artaxa phaula ingår i släktet Artaxa och familjen tofsspinnare. Inga underarter finns listade i Catalogue of Life.